# Hatay
Hatay – prowincja (il) w pd.-wsch. Turcji, nad zatoką Aleksandretty, granicząca z Syrią. 5,5 tys. km², 1,5 mln mieszkańców (2015). Siedzibą władz jest Antiochia (tur. Antakya), inne większe miejscowości to Aleksandretta (tur. Iskenderun), Samandagi, Reyhanli, Kirikhan. Wydobycie rudy żelaza, korytarz komunikacyjny na szlaku z Turcji na południe – do Syrii i Libanu. Mieszana ludność – głównie Turcy (około połowy), Arabowie i Ormianie. Wśród Arabów wyraźny jest quasi-narodowościowy podział na grupy wyznaniowe – alawitów (większość) i sunnitów.
Okręg Hatay, dawniej sandżak Aleksandretty, leżący na granicy tureckiej Anatolii i arabskiego Lewantu, od 1517 należał do Imperium osmańskiego. Geograficznie, kulturalnie i tradycyjnie uznawany był za część Syrii. Od 7 grudnia 1918 był okupowany przez Francję. Z mocy traktatu ankarskiego („układ Franklin-Bouillon”) z 20 października 1921 wraz z pozostałymi arabskimi posiadłościami byłego Imperium Osmańskiego został odłączony od Turcji. Okręg Hatay stał się częścią Syrii, pozostającej pod francuskim mandatem, traktat zarezerwował mu jednak specjalny status, sprowadzający się do swobód kulturalnych dla mieszkających tam Turków i do swobodnego używania języka tureckiego. Pod rządami Francji sandżak Aleksandretty cieszył się pewną autonomią, stanowiąc jeden z sześciu okręgów administracyjnych mandatowej Syrii.
W traktacie lozańskim z 1923 Turcja oficjalnie zrzekła się roszczeń do utraconych arabskich terenów byłego Imperium Osmańskiego. Jednak, uważając okręg za rdzennie turecki, władze kemalistowskiej Turcji wraz z samym Atatürkiem nie pogodziły się z jego utratą. Nie podjęto bezpośrednich działań w celu jego odzyskania, lecz czekano na sprzyjającą temu sytuację międzynarodową, a tymczasem podtrzymywano wśród Turków w Hatay nastroje irredentystyczne. Jeszcze w 1935 Ankara odesłała z kwitkiem delegację Turków z Hatay. Według francuskich spisów Turcy stanowili 46% spośród 237 tys. mieszkańców okręgu – mniejszość w kategoriach bezwzględnych, ale największą pojedynczą grupę narodowościową.

Flaga Republiki Hatay

Sprzyjająca sytuacja powstała w latach poprzedzających II wojnę światową, po podpisaniu 20 lipca 1936 roku konwencji z Montreux, regulującej kluczową dla Turcji sprawę kontroli nad Bosforem i Dardanelami. 9 września Turcja złożyła u władz francuskich i w Lidze Narodów skargę na naruszenie praw Turków zamieszkujących okręg, żądając zapewnienia okręgowi autonomii. Po mediacji Ligi Narodów Francja (jako mandatariusz Syrii) i Turcja zawarły 29 maja 1937 roku porozumienie, mocą którego okręg otrzymał autonomię w ramach mandatowej Syrii i został zdemilitaryzowany. W 1938 roku doszło do zamieszek między Turkami i Arabami, wskutek czego, znów przy pośrednictwie Ligi Narodów, renegocjowano status okręgu – na mocy porozumienia francusko-tureckiego z 3 lipca miał się stać niepodległym państwem pod militarną kontrolą Francji i Turcji. 2 września powstało Państwo Hatay, którego prezydentem został Tayfur Sökmen, a premierem Abdurrahman Melek. Po przeprowadzeniu wyborów do lokalnego parlamentu w sierpniu 1938 roku przeważająca większość deputowanych opowiedziała się za przyłączeniem Republiki do Turcji. Stanowisko takie zajęli nie tylko deputowani tureccy, lecz również arabscy Alawici, obawiający się prześladowań religijnych ze strony sunnickiej większości Syryjczyków (Alawici stanowili większość arabskich mieszkańców okręgu). Niepodległość Republiki Hatay nosiła widoczne dla wszystkich znamię tymczasowości – prezydent i premier Republiki uczestniczyli w wyborach do tureckiego parlamentu w marcu 1939 roku jako kandydaci z okręgów Gaziantep i Antalya. 23 czerwca Francja i Turcja zawarły porozumienie o przyłączeniu Republiki do Turcji. 29 czerwca parlament Republiki uchwalił przyłączenie jej do Turcji i sam się rozwiązał. 7 lipca odnośny dekret wydały władze tureckie. 23 lipca 1939 roku w antiocheńskich koszarach nastąpiło oficjalne przekazanie okręgu przez Francuzów Turkom.
Zdarzenie to wywołało ogromny sprzeciw w Syrii, doprowadziło do kryzysu politycznego we francuskim mandacie i opóźniło nadanie Syrii niepodległości o 10 lat. Na zmianę postawy Francji, która początkowo nie chciała oddać okręgu Turcji, wpłynęła atmosfera poprzedzająca II wojnę światową – Francja zapewniła sobie w ten sposób przychylność Turcji w nadchodzącej wojnie. Faktem jest, że Francja, jako mandatariusz Syrii, nie miała prawa do dysponowania syryjskim terytorium. Niepodległa Syria, dla której okręg Hatay był oknem na świat (port w Aleksandretcie), nie uznała jego przyłączenia do Turcji. Fakt ten stał się zarzewiem ciągnących się do dziś konfliktów między Turcją i Syrią. Chcąc zmusić Turcję do zwrotu okręgu władze Syrii udzielały cichego poparcia terrorystom kurdyjskim (aczkolwiek tu akurat bardziej prawdopodobnym motywem wrogości wydaje się wpływ ZSRR: Syria, wieloletni klient ZSRR, dążyła do utrzymania napięcia w stosunkach z prozachodnią Turcją).